# Li Chunxiu
Li Chunxiu (chiń. 李春秀; pinyin Lǐ Chūnxiù, ur. 13 sierpnia 1969 w Huzhu) – chińska lekkoatletka specjalizująca się w chodzie sportowym, uczestniczka letnich igrzysk olimpijskich w Barcelonie (1992), brązowa medalistka olimpijska w chodzie na 10 kilometrów. 

## Sukcesy sportowe
- złota medalistka Chińskiej Olimpiady Narodowej w chodzie na 20 kilometrów – 1993[1]

| Rok  | Miasto    | Zawody                   | Konkurencja      | Wynik         |
| ---- | --------- | ------------------------ | ---------------- | ------------- |
| 1992 | Barcelona | Igrzyska olimpijskie     | chód na 10 km    | brązowy medal |
| 1993 | Manila    | Mistrzostwa Azji         | chód na 10 000 m | srebrny medal |
| 1993 | Szanghaj  | Igrzyska Azji Wschodniej | chód na 10 000 m | złoty medal   |

## Rekordy życiowe
- chód na 10 000 metrów – 42:47,6 – Jinan 15/03/1992
- chód na 10 kilometrów – 41:48 – Pekin 08/09/1993